# Sandro Bellucci
Pour les articles homonymes, voir Bellucci.
Alessandro « Sandro » Bellucci (né le 21 février 1955 à Lanuvio) est un athlète italien spécialiste du 50 kilomètres marche.

## Carrière

### Palmarès
| Date | Compétition              | Lieu        | Résultat | Performance     |
| ---- | ------------------------ | ----------- | -------- | --------------- |
| 1981 | Coupe du monde de marche | Valence     | 3e       | 3 min 54 s 57   |
| 1983 | Championnats du monde    | Helsinki    | 7e       | 3 h 55 min 38   |
| 1984 | Jeux olympiques d'été    | Los Angeles | 3e       | 3 h 53 min 45 s |
| 1986 | Championnats d'Europe    | Stuttgart   | 11e      | 3 min 54 s 10   |
| 1987 | Championnats du monde    | Rome        | 6e       | 3 h 48 min 52 s |
| 1988 | Jeux olympiques d'été    | Séoul       | 32e      | 4 min 04 s 56   |
| 1990 | Championnats d'Europe    | Split       | 8e       | 4 h 03 min 46 s |
| 1991 | Championnats du monde    | Tokyo       | —        | DNF             |

### Records
| Épreuve      | Performance     | Lieu     | Date          |
| ------------ | --------------- | -------- | ------------- |
| 50 km marche | 3 h 48 min 08 s | Molfetta | 17 avril 1988 |